# گمینا باردو
گمینا باردو (به لهستانی:  Gmina Bardo) یک گمینا در لهستان است که در شهرستان زانبکوویتسه شلانسکیه واقع شده‌است. گمینا باردو ۷۳٫۴۱ کیلومتر مربع مساحت و ۵٬۶۳۵ نفر جمعیت دارد.